# Sportivo Desamparados
Club Sportivo Desamparados – argentyński klub piłkarski z siedzibą w mieście San Juan.

## Osiągnięcia
- Udział w mistrzostwach Argentyny Nacional (4): 1969, 1972, 1973, 1974

## Historia
Klub założony został 10 września 1919 roku przez grupę uczniów Quinta Agronómica (szkoła rolnicza - obecnie Escuela de Enología, szkoła winiarstwa).
Klub nazwali Desamparados od Plaza Desamparados, gdzie zwykle się spotykali.
Desamparados gra obecnie w trzeciej lidze argentyńskiej Torneo Argentino A.